# تیم ملی فوتبال زیر ۱۹ سال اسپانیا
تیم ملی فوتبال زیر ۱۹ سال اسپانیا (اسپانیایی: Selección de fútbol sub-19 de España‎) نماینده فوتبال کشور اسپانیا در مسابقات فوتبال زیر ۱۹ سال اروپایی و بین‌المللی است که زیر نظر فدراسیون فوتبال سلطنتی اسپانیا فعالیت می‌کند.

## آمار مسابقات رسمی

### آمار در جام ملت‌های اروپا فوتبال زیر ۱۹ سال
| سال   | مرحله                  | تعداد بازی | برد | تساوی | باخت | گل زده | گل خورده |
| ----- | ---------------------- | ---------- | --- | ----- | ---- | ------ | -------- |
| 2002  | قهرمان                 | ۱۰         | ۹   | ۱     | ۰    | ۳۲     | ۴        |
| 2003  | رتبه دوم مرحله انتخابی | ۳          | ۱   | ۱     | ۱    | ۳      | ۲        |
| 2004  | قهرمان                 | ۸          | ۶   | ۲     | ۰    | ۱۷     | ۵        |
| 2005  | مرحله الیت             | ۳          | ۲   | ۰     | ۱    | ۵      | ۱        |
| 2006  | قهرمان                 | ۸          | ۷   | ۱     | ۰    | ۳۲     | ۷        |
| 2007  | قهرمان                 | ۸          | ۵   | ۳     | ۰    | ۱۶     | ۵        |
| 2008  | مرحلهٔ گروهی            | ۹          | ۵   | ۲     | ۲    | ۱۸     | ۷        |
| 2009  | مرحلهٔ گروهی            | ۹          | ۶   | ۰     | ۳    | ۲۱     | ۷        |
| 2010  | نایب قهرمان            | ۱۱         | ۸   | ۱     | ۲    | ۲۵     | ۱۰       |
| 2011  | قهرمان                 | ۱۱         | ۹   | ۱     | ۱    | ۳۴     | ۸        |
| 2012  | قهرمان                 | ۸          | ۶   | ۲     | ۰    | ۱۷     | ۱۰       |
| 2013  | نیمه نهایی             | ۷          | ۵   | ۱     | ۱    | ۱۱     | ۵        |
| 2014  | مرحله الیت             | ۳          | ۲   | ۰     | ۱    | ۶      | ۴        |
| 2015  | قهرمان                 | ۸          | ۶   | ۱     | ۱    | ۲۲     | ۵        |
| 2016  | مرحله الیت             | ۳          | ۱   | ۱     | ۱    | ۳      | ۳        |
| ۲۰۱۷  | مرحله الیت             | ۳          | ۲   | ۰     | ۱    | ۷      | ۳        |
| مجموع | ۱۱/۱۶                  | ۱۱۲        | ۸۰  | ۱۷    | ۱۵   | ۲۶۹    | ۸۶       |